# Рогалюв (Люблінське воєводство)
Рогалюв (пол. Rogalów) — село в Польщі, у гміні Вонвольниця Пулавського повіту Люблінського воєводства.
Населення — 116 осіб (2011).

## Демографія
Демографічна структура станом на 31 березня 2011 року:
|          | Загалом | Допрацездатний вік | Працездатний вік | Постпрацездатний вік |
| -------- | ------- | ------------------ | ---------------- | -------------------- |
| Чоловіки | 64      | 17                 | 42               | 5                    |
| Жінки    | 52      | 4                  | 30               | 18                   |
| Разом    | 116     | 21                 | 72               | 23                   |